# Бензиллитий
Бензиллитий — металлоорганическое соединение лития с формулой LiCH2С6H5, светло-жёлтые кристаллы.

## Получение
- Реакция фениллития с магнийбромбензилом:

{\displaystyle {\mathsf {LiC_{6}H_{5}+C_{6}H_{5}CH_{2}MgBr\ {\xrightarrow {}}\ LiCH_{2}C_{6}H_{5}+MgBrC_{6}H_{5}}}}
- Реакция фениллития и дибензилртути:

{\displaystyle {\mathsf {2LiC_{6}H_{5}+Hg(CH_{2}C_{6}H_{5})_{2}\ {\xrightarrow {}}\ 2LiCH_{2}C_{6}H_{5}+Hg(C_{6}H_{5})_{2}}}}

## Физические свойства
Бензиллитий образует светло-жёлтые кристаллы.
Эфирный раствор — жёлто-коричневый, раствор в тетрагидрофуране — тёмно-жёлтый.
При доступе воздуха кристаллы быстро осмоляются с потемнением.
В эфирном растворе бензиллитий димеризуется (LiCH2С6H5)2, в тетрагидрофуране — мономерен.
Плохо растворяется в углеводородных растворителях.

## Химические свойства
- Реагирует с галоидзамещенными углеводородами, например с хлористым бензилом:

{\displaystyle {\mathsf {LiCH_{2}C_{6}H_{5}+C_{6}H_{5}CH_{2}Cl\ {\xrightarrow {}}\ C_{6}H_{5}CH_{2}{\text{-}}CH_{2}C_{6}H_{5}+LiCl}}}

## Применение

- Используют в промышленности в качестве катализатора полимеризации диенов.
- В органическом синтезе.